# Köthen (Anhalt)
Köthenⓘ (cũng được viết là: Koethen) là thủ phủ của huyện Anhalt-Bitterfeld, bang Saxony-Anhalt, Đức, cách Halle 30km về phía bắc. Người sáng lập Homöopathie Samuel Hahnemann, đã làm việc ở đây nhiều năm và hiệp hội y học vi lượng đồng căn có trụ sở tại Köthen. Đây là lý do tại sao thành phố này đôi khi được gọi là thủ đô của thế giới về vi lượng đồng căn .

## Vị trí địa lý
Köthen nằm ở phía nam của Magdeburg , phía bắc của Halle (Saale) , phía tây của Dessau-Roßlau và phía đông của Bernburg (Saale) . Khu dự trữ sinh quyển cảnh quan sông Middle Elbe bắt đầu từ phía bắc của huyện Anhalt-Bitterfeld. Phần phía bắc của thị trấn được cắt ngang bởi Ziethe, một vùng nước có độ dốc rất thấp. Nằm ở giữa màu đen diện tích đất của các Magdeburg Borde, diện tích Köthen có nhiều đất nông nghiệp. Hàng năm lượng mưa là do bóng mưa của các Harz thấp hơn so với phần còn lại của Đức. Köthen nằm ở trung tâm của đồng bằng Köthen màu mỡ.
Nhiệt độ không khí trung bình ở Köthen là 9,0°C, lượng mưa hàng năm 496 mm. Nhiệt độ thấp nhất được ghi lại trong tài liệu của Köthen được đo vào ngày 21 tháng 2 năm 1929 là -27,9°C. 

## Lịch sử
Lần đầu tiên Köthen được nhắc tới là trong một số biên niên sử báo cáo vào năm 1115 rằng người Ascan Otto von Ballenstedt đã chiến đấu cướp bóc người Slav "gần nơi được gọi là Cothen" .  
Vào năm 1160, một xưởng đúc tiền riêng được thành lập ở Köthen
Vào ngày 18 tháng 4 năm 1806, Anhalt-Köthen trở thành một công quốc. Từ năm 1821 đến năm 1834, nhà vi lượng đồng căn nổi tiếng Samuel Hahnemann đã làm việc với tư cách là Bác sĩ Cá nhân Đặc biệt ở Köthen, nơi nhiều tác phẩm nổi tiếng nhất của ông đã được viết. Ngôi nhà của ông ở Wallstrasse vẫn được bảo tồn cho đến ngày nay. Bác sĩ thay thế Arthur Lutze đã theo bước chân của mình. Ông đã xây dựng phòng khám nổi tiếng của mình ở Köthen vào năm 1855, hiện đã được cải tạo và có thể tiếp cận như một địa điểm tổ chức hội nghị.
Vào ngày 1 tháng 1 năm 1998, thành phố Köthen (Anh.) Được đổi tên thành Köthen (Anhalt) .

## Hành chính
Thị trấn Köthen được phân chia thành các hạt:
- Köthen  (trung tâm thị trấn)
- Arensdorf
- Baasdorf
- Dohndorf
- Gahrendorf
- Hohsdorf
- Löbnitz an der Linde với Wenndorf
- Merzien
- Wülknitz
- Zehringen